# Ferrari 512 S
La Ferrari 512 S è una vettura da competizione che corse nel Campionato del mondo sportprototipi nel 1970. Ne fu realizzata una versione modificata, la 512 M.

## La vettura
La 512 S fu costruita rispettando il regolamento del Gruppo 4, appena modificato, che permetteva la partecipazione nel Mondiale Marche a vetture con cilindrata di 5.000cm³ prodotte in almeno 25 esemplari e definite "Sport" passando a far parte del Gruppo 5.
La 512 S era dotata di un telaio a semimonoscocca in lega leggera ed il motore era posizionato in posizione centrale-longitudinale. Questo propulsore, un V12 di 4.993,53 cm³, con angolo tra le bancate di 60°, erogava inizialmente 550 CV a 8.500 giri/minuto. Il peso complessivo era di 850 kg.
La vettura fu realizzata sia in versione berlinetta che targa; per la 24 Ore di Le Mans venne adottata una speciale carrozzeria aerodinamica a coda lunga per raggiungere una velocità massima superiore ai 340 km/h sul lungo rettifilo (oltre 6 km) dell'Hunaudières.
Sul finire della stagione, a Maranello venne sviluppata l'evoluzione del modello 512 S: la 512 M; la versione M (dove la "M" sta per "modificata") si distingueva per una linea decisamente più spigolosa e per una coda tronca assai simile a quella della 917K, presentava il medesimo motore potenziato a circa 610CV a 9000 giri/minuto e pesava circa 815 kg. Tuttavia, la Ferrari destinò tale modello alle sole scuderie private: nel 1970/1971 a Maranello si lavorava già ad un nuovo prototipo Gruppo 6, la 312 PB.

## La stagione 1970
La prima gara della stagione, la 24 Ore di Daytona, si corse il primo febbraio. La Ferrari in quest'occasione schierò cinque 512 S. Di queste, solo quella portata in gara dall'equipaggio Andretti/Merzario/Ickx riuscì a concludere la gara, arrivando al terzo posto dietro due Porsche 917. Il 21 marzo si corse la 12 Ore di Sebring, dove la Ferrari portò in gara quattro 512 S, tre in versione spyder e una in versione berlinetta. Fu proprio quest'ultima, condotta dall'equipaggio Giunti/Vaccarella/Andretti a conquistare il primo posto. Le altre tre 512 S non riuscirono ad arrivare al traguardo.

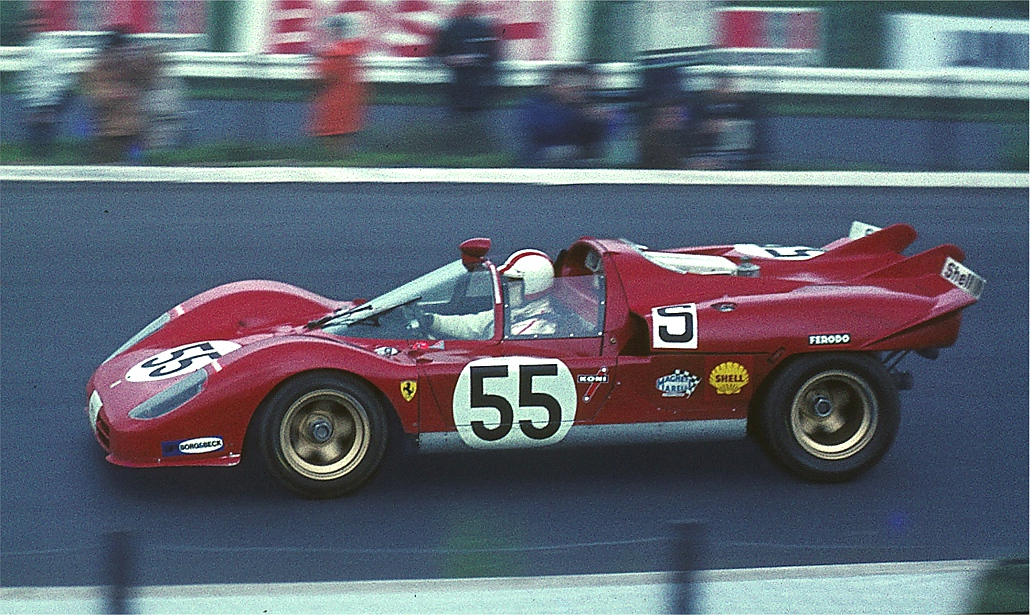
Nino Vaccarella su una 512 S durante la 1000 km del Nürburgring del 1970.

La gara successiva fu la 1000 km di Brands Hatch. La prima delle 512 S, con l'equipaggio Amon/Merzario giunse quinta, mentre ai primi tre posti giunsero altrettante 917, ed il quarto fu conquistato da una 908.
Alla 1000 km di Monza, la vittoria fu conquistata da una 917, con le prime 512 S che arrivarono in seconda, terza e quarta posizione. Altre due 512 S giunsero all'ottavo e nono posto. Il 3 maggio si corse la Targa Florio. Sul tortuoso circuito si imposero le leggere 908, che conquistarono la vittoria e la seconda posizione. La prima delle 512 S, al comando di Nino Vaccarella e Ignazio Giunti, giunse in terza posizione.
Alla 1000 km di Spa, fu nuovamente la 917 a conquistare il primo posto, mentre le 512 S arrivarono in seconda e quarta posizione, rispettivamente con gli equipaggi Ickx/Surtees e Vaccarella/Giunti. Al terzo posto giunse una 917. Come alla Targa Florio, anche alla 1000 km del Nürburgring si imposero le 908, che arrivaro al primo e secondo posto. Al terzo e quarto posto giunsero due 512 S, affidate rispettivamente agli equipaggi Surtees/Vaccarella e Parkes/Müller.
Il 16 giugno si corse la 24 Ore di Le Mans; la Porsche conquistò le prime tre posizioni, con due 917 e una 908. Le 512 S, quelle affidate a team privati e portate in gara dagli equipaggi Posey/Bucknum e de Fierlant/Walker giunsero subito dietro, in quarta e quinta posizione, mentre le vetture ufficiali, anche in configurazione a coda lunga, si ritirarono.
Alla successiva 6 Ore di Watkins Glen il miglior risultato della 512 S fu un terzo posto, con Andretti/Giunti, dietro a due 917. L'ultima gara della stagione fu la 1000 km di Zeltweg. L'unica 512 S in gara, con equipaggio Loos/Pesch, giunse solo settima. In questa gara debuttò anche la nuova Ferrari 512 M (da Modificata), che però si dovette ritirare per un problema elettrico.
Al termine della stagione di corse vennero emanati i nuovi regolamenti che avrebbero posto l'auto "fuorilegge" dalla stagione 1972 (in virtù dell'abolizione della classe prototipi da 5 l), la Ferrari di conseguenza decise di abbandonarne lo sviluppo e mise in pista già per il Campionato Mondiale Sportprototipi 1971 la nuova Ferrari 312 PB. Le 512 M continuarono a gareggiare per l'ultimo anno gestite da vari team privati.
Da uno degli esemplari prodotti per l'omologazione venne derivata da Pininfarina una concept car, la Ferrari Modulo.

## La 512 M

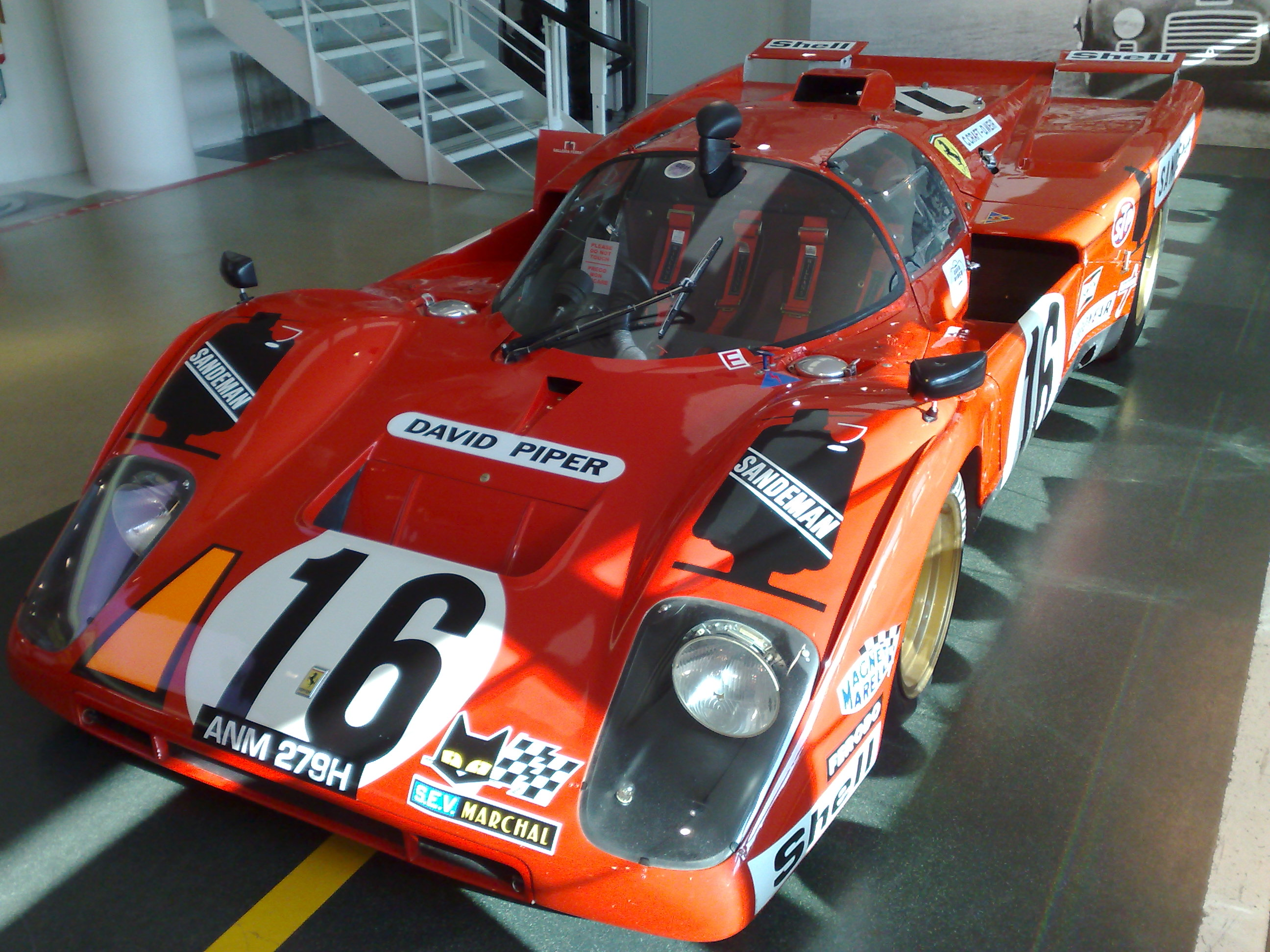
La 512 M conservata al Museo Ferrari di Maranello

La strana alternanza di deludenti prove a Daytona, Le Mans, Nürburgring e Brands Hatch con la vittoria a Sebring e i buoni piazzamenti di Spa e Monza, poneva ad Enzo Ferrari un dilemma di non facile soluzione. I piloti lamentavano la scarsa competitività della vettura, mentre i tecnici scaricavano la responsabilità sui piloti.
Al fine di ottenere un parere attendibile sul grado di sviluppo della "512 S", Ferrari convocò a fine 1970 Tino Brambilla all'Aerautodromo di Modena, contando sull'esperienza e sulla ben nota franchezza del pilota monzese, spesso al limite dell'irriverenza. Dopo aver provato la vettura, Brambilla si avvicinò a Ferrari e chiese «Vuole che le dica la verità o le racconto delle balle?» e, ricevuto l'assenso del Drake, sentenziò «Guardi, se qui sul volante ci mette un manettino quest'auto diventa un tram».
Non era passata un'ora che Ferrari aveva già convocato lo staff tecnico, intimando di provvedere immediatamente alla bisogna. Le migliorie portarono alla "512 M" e vista l'impossibilità di ulteriore sviluppo, ma anche per il cambio di regolamento per la stagione 1972, il progetto "512" venne abbandonato per realizzare il nuovo modello, con motore e cambio derivato dalla 312B di formula 1 ed erede della precedente 312 P.
La 312 B e anche la 312 P avevano il nuovo motore 12 cilindri 180° progettato da Mauro Forghieri. Infatti il vecchio V 12 di 60° montato sulla 512 M era reputato di scarsa potenza anche in confronto al V8 DFV Cosworth. 
La 512 M non riuscì ad aggiudicarsi nessuna gara del mondiale, anche se la vettura dell'Escuderia Montjuch, guidata da José Juncadella e Nino Vaccarella fu a lungo in testa, prima del ritiro alla 24 Ore di Le Mans 1971, cui non parteciparono le vetture ufficiali.
Un successo arrivò in una gara nel Campionato Interserie ad Imola il 2 Maggio 1971, con Arturo Merzario, nell'unica partecipazione a quel campionato.